# Port-d’Envaux
Port-d’Envaux ist eine westfranzösische Gemeinde mit 1170 Einwohnern (Stand 1. Januar 2022) im Département Charente-Maritime in der Region Nouvelle-Aquitaine. Die Bewohner werden Port-d’Envallois und Port-d’Envalloises genannt.

## Lage
Port-d’Envaux liegt am Ufer der Charente in einer Höhe von 10 Metern ü. d. M. in der historischen Kulturlandschaft der Saintonge etwa 13 Kilometer (Fahrtstrecke) nördlich von Saintes bzw. 37 Kilometer südöstlich von Rochefort.

## Bevölkerungsentwicklung
| Jahr      | 1962 | 1968 | 1975 | 1982 | 1990 | 1999 | 2006 | 2018 |
| Einwohner | 928  | 1029 | 905  | 1003 | 1028 | 991  | 961  | 1151 |

Im 19. Jahrhundert hatte der Ort stets zwischen 1300 und 1550 Einwohner. Die Reblauskrise und die Mechanisierung der Landwirtschaft führten zu einem Bevölkerungsrückgang, der in den letzten Jahrzehnten wegen der Nähe zu den Großstädten Saintes und Rochefort und den vergleichsweise niedrigen Mieten und Grundstückspreisen in Port-d’Envaux gestoppt werden konnte.

## Wirtschaft
Über Jahrhunderte spielte die Landwirtschaft zum Zweck der Selbstversorgung der Bevölkerung die größte Rolle im Wirtschaftsleben der Gemeinde. Doch wurde in Gegend schon seit der Römerzeit auch Wein angebaut, der seit der frühen Neuzeit destilliert und nach Nordeuropa (vor allem nach England) exportiert wurde. Port-d’Envaux gehört zu den Bois ordinaires et communs des Weinbaugebietes Cognac, doch werden die meisten Trauben wegen der Absatzprobleme bei Cognac-Weinbränden zu Wein und Pineau des Charentes verarbeitet. Viele Weinbauern sind wieder zur „normalen“ Feldbewirtschaftung übergegangen. Große Teile des Gemeindegebietes sind bewaldet und werden forstwirtschaftlich genutzt. Bis zur Fertigstellung einer Eisenbahnstrecke im Jahre 1902 war der Flusshafen des Ortes ein wichtiger Umschlagplatz für Weine bzw. Branntweine aus Cognac, für Salz oder für Kalksteine aus der Region, die in Lastkähnen (gabares) bis nach England verschifft wurden. Entsprechend groß war die Zahl der gewerblichen Zulieferer (Schiffszimmerer, Segeltuch- und Seilmacher etc.).

## Geschichte
Zur Geschichte des Ortes liegen nur wenige Informationen vor. Die Tatsachen, dass der Ort eine romanische Kirche und eine mittelalterliche Prevogtei besitzt, lassen jedoch auf eine lange Besiedlungszeit schließen, die wahrscheinlich bis in die gallorömische Zeit zurückreicht.

## Sehenswürdigkeiten

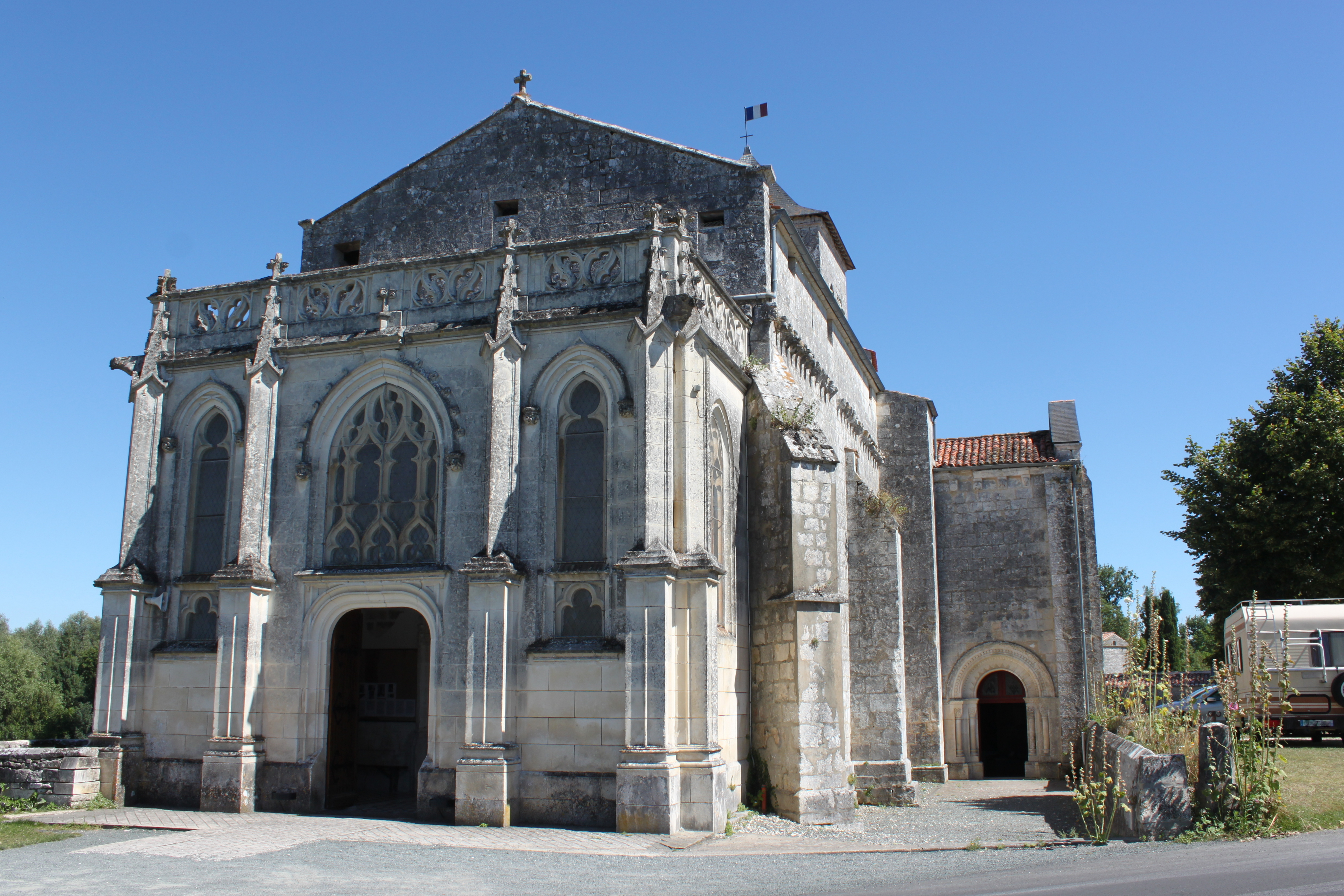
Kirche Saint-Saturnin-de-Séchaud

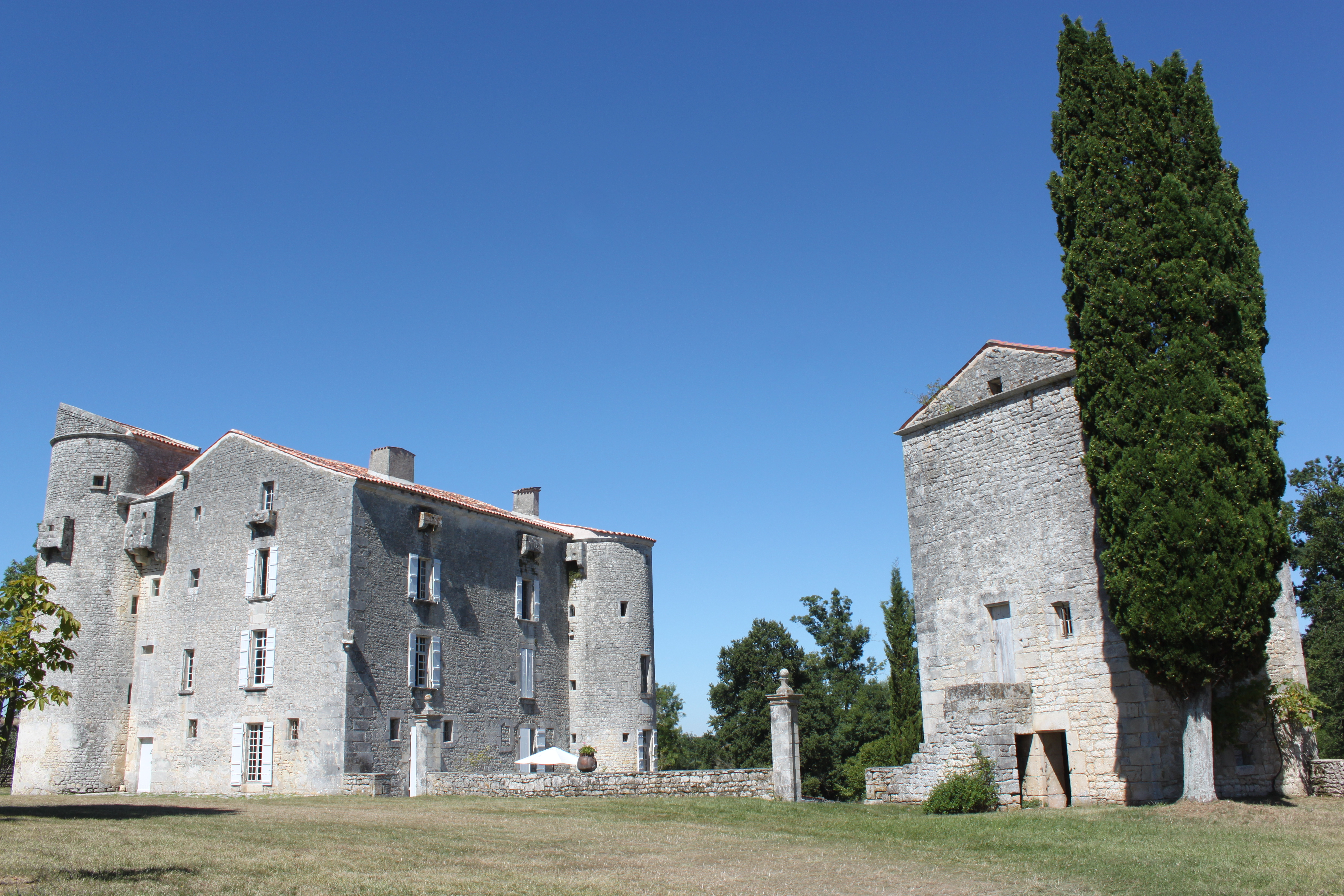
Alte Vogtei

- Die romanisch-gotische Pfarrkirche Saint-Saturnin-de-Séchaud stammt weitgehend aus dem 12. Jahrhundert; sie wurde im 15. und im 19. Jahrhundert teilweise umgebaut und ergänzt. Aus der ursprünglichen Bauzeit stammen die Außenwände des Langhauses, das Mittelgeschoss des Vierungsturmes und der Chorbereich mitsamt Apsis. Möglicherweise war das romanische Tonnengewölbe wegen der Breite des Bauwerks schadhaft geworden – jedenfalls erhielt die Kirche im 15. Jahrhundert eine Vorhalle (Narthex); überdies wurde das Langhaus erhöht (wobei der Konsolenfries unterhalb der ehemaligen Dachtraufe erhalten blieb), die Fenster des Langhauses wurden ersetzt und im Innern der Kirche wurden – mit Ausnahme der Vierung – gotische Rippengewölbe eingezogen. Die meisten Ausstattungsgegenstände stammen aus dem 19. Jahrhundert.
- Der spätmittelalterliche Gebäudekomplex der alten Prevogtei, der Sitz des Stellvertreters des königlichen Richters und Statthalters, befindet sich etwa 50 Meter hinter dem Chor der Kirche. Ehemals war das Gelände von einer Mauer umgeben, von der noch Teile erhalten sind. Im Innenhof steht bis auf den heutigen Tag ein Taubenhaus (pigeonnier), das in der damaligen Zeit nur adligen Personen vorbehalten war.
- Am Rand der zweieinhalb Hektar großen Grünanlage Pré Valade befinden sich zwei ungedeckte Waschplätze aus dem 19. Jahrhundert.
- Etwa einen Kilometer nordwestlich des Ortes steht – an der Stelle eines älteren Bauwerks, von dem noch das Taubenhaus aus dem Jahre 1620 erhalten ist – das Château de Panloy, ein Bau aus der Zeit Ludwigs XV. Seine Bauzeit betrug nur zwei Jahre (1770–1772); Auftraggeber war der Baron de Saint-Dizant. Im ausgehenden 19. Jahrhundert beschloss der damalige Eigentümer, das Mansarddach zu erhöhen, wodurch der repräsentative Gesamteindruck deutlich gesteigert wurde. Wesentliche Teile des Schlosses sind seit dem Jahr 1983 als Monument historique[1] eingeschrieben. Der Bau dient heute teilweise als Hotel; Teile können im Rahmen von Führungen besichtigt werden.